# Resolución 42/25 del Consejo de Derechos Humanos de las Naciones Unidas
La resolución 42/25 del Consejo de Derechos Humanos de las Naciones Unidas fue una resolución adoptada el 28 de septiembre de  2019 con respecto a Venezuela, donde la comunidad internacional manifestó rechazo hacia la represión política en el país y las violaciones de los derechos de los pueblos indígenas ocurridas durante el segundo gobierno de Nicolás Maduro, así como el establecimiento de una Misión Internacional Independiente para investigar violaciones de derechos humanos.

## Contenido de la resolución
La resolución expresa distintas cuestiones, entre ellas:
El Consejo de Derechos Humanos «condena enérgicamente también los actos generalizados de represión y persecución selectivas por motivos políticos en la República Bolivariana de Venezuela, que incluyen casos de uso excesivo de la fuerza contra manifestantes pacíficos y durante operaciones de las fuerzas de seguridad, detenciones arbitrarias, torturas, malos tratos, ejecuciones extrajudiciales y desapariciones forzadas por parte de órganos de seguridad como las Fuerzas de Acciones Especiales y de grupos armados civiles favorables al gobierno».
La resolución «condena enérgicamente la violación de diversos derechos individuales y colectivos de los pueblos indígenas, en particular en la región del Arco Minero del Orinoco, con métodos que incluyen el uso excesivo de la fuerza, ejecuciones extrajudiciales, malos tratos, desplazamientos forzados y violaciones de sus derechos a mantener sus costumbres, sus formas tradicionales de vida y una relación espiritual con su tierra».
A su vez, se expresó que se «condena enérgicamente la discriminación por motivos políticos en el acceso a la asistencia alimentaria y a otros programas sociales, sufrida por venezolanos que cada vez dependen más de estos mecanismos para acceder a un nivel mínimo de ingresos y alimentos, e insta a que todos los programas sociales se ejecuten en favor de quienes los necesitan de forma transparente, no politizada y no discriminatoria».
Se estableció también una misión internacional independiente para investigar violaciones de derechos humanos.

## Votación
La resolución de septiembre de 2019 fue aprobada con 19 votos a favor, 7 en contra y 21 abstenciones.
Los países que votaron a favor fueron Argentina, Australia, Austria, Bahamas, Brasil, Bulgaria, Chequia, Chile, Croacia, Dinamarca, Eslovaquia, España, Hungría, Islandia, Italia, Japón, Perú, Reino Unido e Irlanda del Norte y Ucrania.
Los países que votaron en contra fueron Arabia Saudita, Camerún, China, Cuba, Egipto, Eritrea y Filipinas.
Los países que se abstuvieron fueron Afganistán, Angola, Bahréin, Bangladesh, Burkina Faso, Fiji, India, Irak, México, Nepal, Nigeria, Pakistán, Qatar, República Democrática del Congo, Ruanda, Senegal, Somalia, Sudáfrica, Togo, Túnez y Uruguay.

## Reacciones
Jorge Valero, embajador de Venezuela ante el Consejo, rechazó la medida y la calificó como «resolución hostil» que formaría parte de una campaña dirigida por Estados Unidos.